# Susumu Oki
Susumu Oki (大木 勉, 23 de febrer de 1976) és un exfutbolista del Japó.
Comença la seua carrera professional al Sanfrecce Hiroshima el 1995. Ha jugat als clubs Oita Trinita i Ehime FC i es va retirar a finals de la temporada 2012.
L'abril de 1995, va ser seleccionat per la selecció nacional sub-20 del Japó per al Campionat Mundial juvenil de 1995.